# Erythrodontium lamoruense
Erythrodontium lamoruense är en bladmossart som beskrevs av Thériot 1924. Erythrodontium lamoruense ingår i släktet Erythrodontium och familjen Entodontaceae. Inga underarter finns listade i Catalogue of Life.